# Tamil Cadets Club
Tamil Cadets Club – maurytyjski klub piłkarski z siedzibą w mieście Quatre Bornes, grający niegdyś w pierwszej lidze maurytyjskiej.

## Sukcesy
- I liga[1]:
  - mistrzostwo (4): 1975, 1977, 1979, 1986.

- Puchar Mauritiusa[2]:
  - zwycięstwo (5): 1988.

## Występy w afrykańskich pucharach
| Sezon | Rozgrywki                 | Runda   | Kraj     | Klub                   | Dom | Wyjazd | Dwumecz |
| ----- | ------------------------- | ------- | -------- | ---------------------- | --- | ------ | ------- |
| 1987  | Puchar Mistrzów           | wstępna | Eswatini | Mbabane Highlanders FC | 3–2 | 1–2    | 4–4     |
| 1995  | Puchar Zdobywców Pucharów | 1       | Lesotho  | Matlama FC             | 3–1 | 1–2    | 4–3     |
| 1995  | Puchar Zdobywców Pucharów | 2       | Tanzania | Young Africans SC      | 1–1 | 1–3    | 2–4     |

## Stadion
Domowe mecze klub rozgrywa na stadionie o nazwie Stade Sir Guy Rozemont w Quatre Bornes, który może pomieścić 4000 widzów.